# Liga Internacional dos Trabalhadores - Quarta Internacional

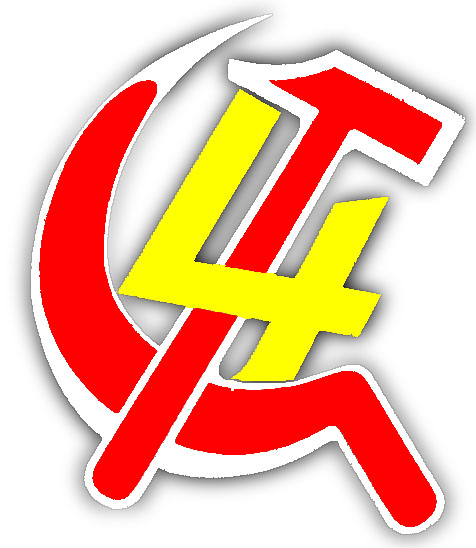
Logótipo da LIT-QI

A Liga Internacional dos Trabalhadores - Quarta Internacional (LIT-QI) é uma das grandes correntes internacionais do trotskismo. Existe desde 1953, tendo como um dos seus principais organizadores e fundador o argentino Hugo Miguel Bressano Capacete, conhecido como Nahuel Moreno (1924-1987).

## Antecedentes
Conforme os documentos publicados pela própria organização, esta corrente existe com diferentes nomes desde 1953. Surge em 1944 como um pequeno grupo dirigido por Nahuel Moreno, o GOM (Grupo Operário Marxista), na Argentina.
O objetivo central desta corrente em seus inícios era estruturar-se na fábricas tentando superar o caráter marginal e intelectual do movimento trotskista argentino. Descreve seus primeiros tempos como tendo um desvio obreirista, sectário e propagandista: não fazia trabalho entre os estudantes e o eixo da atividade era dar cursos sobre o Manifesto Comunista e outros textos clássicos. Entre 1944 e 1948 reconhece também um desvio nacionalista, em suas palavras "acreditar que havia solução para os problemas do movimento trotskista dentro de seu próprio país" (Un Breve Esbozo de la Historia de la LIT-CI). Apenas em 1948 começaria a participar na vida da IV Internacional, em seu Segundo Congresso. Segundo o mesmo documento (Esbozo, 2008): "A intervenção nas lutas operárias e na IV Internacional tornou possível a superação dos desvios e o fortalecimento do grupo".

## Trabalho nas fábricas
A participação, logo após a sua fundação (1945), nas grandes greves dos trabalhadores dos frigoríficos argentinos (principal categoria de trabalhadores da Argentina na ocasião) permite a adesão de todos os membros deste Comitê de Fábrica.
Dirige também os comitês de fábricas de tubos de cimento, de couro e até o clube de um bairro operário (Villa Pobladora). O partido argentino chegou a ser, junto com o Socialist Workers Party (EUA) criado diretamente sob a orientação de Trotsky, "o partido com maior influência operária do movimento trotskista (Esbozo, 2008)".

## Fração Bolchevique e a LIT-QI
Em 1953 houve uma grande cisão no seio da IV Internacional, provocada pelas divergências entre Michel Pablo e a maioria da direção da Internacional. Esta cisão havia sido realizada a partir da aprovação, em 1952, da teoria do entrismo sui generis nos Partidos Comunistas, pelo Partido Comunista Internacionalista, seção francesa da IV Internacional. Em 1963
Moreno participa da reunificação da Quarta Internacional.
Moreno participa da Quarta Internacional durante vários anos, desde sua reunificação em 1963. Tem muitos conflitos com outros agrupamentos que se reivindicavam do trotskismo na Argentina, principalmente com Juan R Posadas e com o ERP - Exército Revolucionário do Povo, por sua posição guerrilheira. A Quarta Internacional mantinha duas seções oficiais na Argentina: o PST - Partido Socialista dos Trabalhadores de Moreno,  e o ERP, este último de orientação guerrilheira e guevarista, conforme orientação defendida por Ernest Mandel, maior dirigente do Secretariado Unificado da Quarta Internacional (pós-reunificação).
No fim dos anos 70 Moreno diverge de Mandel sobre o papel do sandinismo e o caráter da revolução na Nicarágua e funda a Fração Bolchevique. Os morenistas, como também se auto-denominavam os seguidores de Nahuel Moreno, constituíram uma brigada internacional, chamada brigada Simon Bolívar, a qual lutou junto aos sandinistas. Entretanto as brigadas de Moreno fundavam também sindicatos independentes do sandinismo. A FSLN impôs às brigadas que depusessem as armas, o que não foi acatado. A FSLN expulsar as brigadas do país e entregar seu membros ao governo ditatorial militar do Panamá. Mandel e a maioria da direção da Quarta Internacional defendiam que a Brigada tivesse se desarmado ou se incorporado à FSLN, conforme exigiam os sandinistas. Esta posição levou com que Moreno rompesse com o secretariado da Quarta Internacional e se separasse desta organização. Em seguida inicia-se uma aproximação com o grupo trotskista dirigido por Pierre Lambert, que será rompida com o apoio deste ao governo de Frente Popular de François Mitterand, em 1981.
Já em janeiro de 1982 realiza-se uma reunião internacional com os partidos da (Fração Bolchevique) (FB), junto com dois importantes dirigentes anteriormente ligados ao grupo de Pierre Lambert: Ricardo Napurí (Peru) e Alberto Franceschi (Venezuela). Um dos pontos centrais da reunião era organizar uma campanha em defesa da "honra revolucionária" de Ricardo Napurí, atacado moralmente por Lambert por expressar suas diferenças políticas. Outro grande ponto era como avançar na construção da Internacional.
Por unanimidade, depois de aprovada a campanha, esta reunião se converte na Conferência de Fundação de uma nova organização internacional. Aprovam-se então as Teses de Fundação e os Estatutos da "LIT-QI". A LIT-QI, segundo seus fundadores, não é somente a FB com outro nome, já que a ela também se integra Franceschi e seu partido, o MIR Proletário, que rompe com o lambertismo. Pouco depois Napurí se incorpora, junto com a metade do partido peruano, que também rompe com Lambert.
Em 1985, o partido dominicano se integra à LIT-QI. Esse grupo não vem do trotskismo, mas de uma ruptura de grupo de militantes ligados à Igreja Católica. Em 1987 se integram o grupo de Bill Hunter da Inglaterra, que não é de tradição morenista, e um grupo de jovens trotskistas independentes do Paraguai, que dão origem ao PT paraguaio, a maior organização de esquerda nesse país por vários anos.
Em 1985 o Manifesto da LIT-QI faz um chamado a "construir a FUR (Frente Única Revolucionária) a partir de um programa mínimo revolucionário para enfrentar a frente mundial do imperialismo, burguesias nacionais, igreja, stalinismo, castrismo, sandinismo e as burocracias sindicais". Em 2007 ocorre o congresso fundacional do Partido da Alternativa Comunista - Pd´AC da Itália, que solicita seu reconhecimento como seção italiana da LIT-QI.

## Partidos e grupos solidários com a LIT-QI
América do Sul
- Partido Socialista de los Trabajadores Unificado - PSTU (Argentina)

Publicação: Avanzada Socialista
- Grupo Lucha Socialista - GLS (Bolívia)

Publicação: Lucha Socialista
- Partido Socialista dos Trabalhadores Unificado - PSTU (Brasil)

Publicação: Opinião Socialista
- Movimiento Internacional de los Trabajadores (Chile)

Publicação: La Voz de los Trabajadores
- Partido Socialista de los Trabajadores -PST (Colômbia)

Publicação: El Socialista
- Movimento al Socialismo - MAS (Equador)

Publicação: Tribuna Socialista
- Partido de los Trabajadores - PT (Paraguai)

Publicação: El Socialista
- Partido Socialista de los Trabajadores - PST (Peru)

Publicação: Bandera Socialista
- Izquierda Socialista de los Trabajadores - IST (Uruguai)

Publicação: Rebelión
- Unidad Socialista de los Trabajadores - UST (Venezuela)

Publicação: Lucha Socialista
Europa
- Ligue Communiste des Travailleurs - LCT (Bélgica)

Publicação: Presse Internationale
- Corriente Roja (Espanha)

Publicação: Página Roja
- International Socialist League - ISL (Inglaterra)

Publicação: Socialist Voice
- Partito di Alternativa Comunista - PdAC (Itália)

Publicação: Progetto Comunista.
- Em Luta (Portugal)

Publicação: Em Luta
Leste Europeu
- Mezhdunarodnaya Rabochaya Partia - MezhRP (Rússia)

Publicação : Podyem
América Central e do Norte
- Partido de los Trabajadores - PT (Costa Rica)

Publicação: Socialismo Hoy
- Unidad Socialista de los Trabajadores - UST (El Salvador)

Publicação: El Proletario
- Workers' Voice  (EUA)

Publicação: La Voz de los Trabajadores
- Partido Socialista de los Trabajadores - PST (Honduras)

Publicação: El Trabajador
- Liga de Trabajadors Hacia el Socialismo - LTS  (Panamá)

Publicação: Hoja de la LTS
Ásia
- RED (Turquia)

Publicação: Devrimci Isci (O Trabalhador Revolucionário)

África
- Ligue Populaire Sénégalaise (Senegal)

Publicação: -